# Mohammad Rabbani
Mohammad Rabbani, paszto محمد رباني (ur. 1955 lub 1956 w Paszmol w prowincji Kandahar, zm. 16 kwietnia 2001 w Rawalpindi) – afgański polityk, duchowny i mułła.

## Biografia
Ukończył szkołę religijną. Po radzieckiej inwazji na Afganistan w 1979 przystąpił do dżihadu. W 1994 był jednym z założycieli ruchu talibów. Gdy talibowie zdobyli Kabul w 1996, Rabbani został premierem, będąc drugą osobą w rządzie, po mulle Mohammadzie Omarze.
Rabbani podejrzewany jest o wydanie rozkazu egzekucji byłego komunistycznego przywódcy Afganistanu Mohammada Nadżibullaha. Pod koniec życia, prawdopodobnie z powodu choroby, wycofał się z aktywnej działalności politycznej. Zmarł na raka wątroby.